# Quique Neira
Quique Neira est un chanteur chilien de reggae. Il est l'ancien chanteur des groupes Bambú (1991-1996) et Gondwana (1996-2003). Après avoir quitté ce dernier, il entame une carrière solo, et reste actif depuis.

## Biographie
Sa carrière solo débute avec son premier album, Eleven, sorti en 2003. Dès le début, il est considéré comme l'un des représentants les plus représentatifs de l'Amérique latine.
En 2006, il reçoit dans son pays natal le prix Altazor du meilleur album de l'année pour Cosas buenas, et en 2012 pour son album Alma, qui comprend plusieurs collaborations avec d'autres artistes tels que Movimiento Original (Chili), Zion TPL (Venezuela), Alborosie (Italie), Doggelito, Amilcar Nadal, et Henry Matic Horns, entre autres. En 2007, il participe au festival latino-américain One Spring, et se produit également dans d'autres festivals tels que Vibraciones de América (Mexique 2008), Festival de Reggae Latino (Porto Rico, 2008), Cumbre del Rock Chileno (Chili, 2007 et 2009), Festival Carlos Paz and Love (Argentine, 2010). Il effectue également des tournées au Mexique, en Australie et aux États-Unis en 2012 et lors de la tournée One Music Fest (Chili, 2014) avec Ky Mani Marley, ainsi qu'au Jamming Festival en Colombie. De même en Europe, où il tourne entre 2010, 2011 et 2013, se produisant également dans différents pays tels que la Suisse, les Pays-Bas, la Belgique, la Suède, et l'Estonie, entre autres.
En 2013, il joue en Australie pour une tournée de grands festivals tels que le Mahbilil Festival, Caloundra Festival, Brisbane Festival, et Melbourne Festival, entre autres. En mars 2014, il commence à enregistrer son album Un amor, pour lequel il a travaillé avec le célèbre producteur de reggae Jason J Vibe Farmer, qui est nommé à plusieurs reprises aux Grammy Awards. « Le processus de création de cet album été très ciblé [...] Il n'a pas été difficile de se mettre d'accord, car nous avons eu des contacts immédiats avec Jason J Vibe Farmer. Son expérience du reggae était aussi vaste que je le souhaitais », écrit Quique sur son site web. » Cet album est publié en trois langues : espagnol, portugais et anglais, et est également partagé avec différents représentants du genre reggae jamaïcain.

## Discographie

### Albums solo
- 2003 : Eleven
- 2005 : Cosas buenas
- 2007 : Jah rock
- 2009 : Jah dub
- 2011 : Reggae en rapa nui (DVD)
- 2011 : Alma
- 2014 : Un amor
- 2017 : La Vida es una canción Vol.1
- 2018 : Cover Me (EP)
- 2019 : La Vida es una canción Vol.2

### Avec Bambú
- 1995 : Bambu
- 1996 : No necesitamos banderas (EP)

### Avec Gondwana
- 1997 : Gondwana
- 1999 : Phat Cherimoya Dub
- 1999 : Together
- 2000 : Alabanza
- 2000 : Second Coming
- 2002 : Made in Jamaica
- 2003 : RAS Portraits: Gondwana
- 2003 : Grandes éxitos

## Distinctions
- 2006 : Premio Altazor de las Artes Nacionales, de la meilleure ballade pop, pour sa chanson Cosas buenas[2].
- 2006 : Premios APES, du meilleur compositeur.
- 2012 : Premio Altazor de las Artes Nacionales en arts musicaux, du meilleur album, pour son album Alma[3].